# 都市対抗野球大会 (徳島県勢)
本項は、都市対抗野球大会における徳島県勢の戦績についてまとめたものである。

## 概略
- 徳島県は四国地区に属している。本大会への出場は1936年（第10回大会）と、四国では先陣を切っている。
- 徳島県勢は戦争直後に4度の出場を経ると、その後は他の3県の前に本大会に出場できず、1961年（第32回大会）を最後に本大会から遠ざかっている。現在徳島県にはクラブチームが1チーム（徳島野球倶楽部）活動しているのみである。

## 通算成績
（第91回大会まで。中止となった第15回大会を除く。以下本項において同じ。）
- 延べ出場回数　7回
- 優勝回数　なし
- 準優勝回数　なし
- 通算勝敗　4勝8敗（勝率 .333）

## 出場チームの戦績
| 年     | 回     | 都市・チーム         | 成績      | 試合結果  | 試合結果                        |
| ------ | ------ | -------------------- | --------- | --------- | ------------------------------- |
| 1936年 | 第10回 | 徳島市・徳島鉄道局   | 2回戦敗退 | 2回戦     | ● 3－4 名古屋鉄道局（名古屋市） |
| 1946年 | 第17回 | 徳島市・全徳島       | 2回戦敗退 | 1回戦     | ○ 3－2 全京都（京都市）         |
| 1946年 | 第17回 | 徳島市・全徳島       | 2回戦敗退 | 2回戦     | ● 2－3 愛知産業（名古屋市）     |
| 1947年 | 第18回 | 徳島市・全徳島       | 4位       | 2回戦     | ○ 6－3 今泉産業（郡山市）       |
| 1947年 | 第18回 | 徳島市・全徳島       | 4位       | 準々決勝  | ○ 3－2 川崎トキコ（川崎市）     |
| 1947年 | 第18回 | 徳島市・全徳島       | 4位       | 準決勝    | ● 2－3 大日本土木（岐阜市）     |
| 1947年 | 第18回 | 徳島市・全徳島       | 4位       | 3位決定戦 | ● 1－11 全大阪（大阪市）        |
| 1949年 | 第20回 | 徳島市・全徳島       | 2回戦敗退 | 2回戦     | ● 1－3 海南日東紡（海南市）     |
| 1950年 | 第21回 | 徳島市・日本通運四国 | 2回戦敗退 | 1回戦     | ○ 3－2 神戸クラブ（神戸市）     |
| 1950年 | 第21回 | 徳島市・日本通運四国 | 2回戦敗退 | 2回戦     | ● 1－5 大昭和製紙（吉原市）     |
| 1956年 | 第27回 | 徳島市・阿波商業銀行 | 1回戦敗退 | 1回戦     | ● 2－3 三井造船（玉野市）       |
| 1961年 | 第32回 | 北島町・東邦レーヨン | 1回戦敗退 | 1回戦     | ● 5－6 富士鉄広畑（姫路市）     |

## 他県勢との対戦成績
| 都道府県 | 試合 | 勝 | 敗 | 分 |
| -------- | ---- | -- | -- | -- |
| 福島県   | 1    | 1  | 0  | 0  |
| 神奈川県 | 1    | 1  | 0  | 0  |
| 静岡県   | 1    | 0  | 1  | 0  |
| 愛知県   | 2    | 0  | 2  | 0  |
| 岐阜県   | 1    | 0  | 1  | 0  |
| 京都府   | 1    | 1  | 0  | 0  |
| 大阪府   | 1    | 0  | 1  | 0  |
| 兵庫県   | 2    | 1  | 1  | 0  |
| 和歌山県 | 1    | 0  | 1  | 0  |
| 岡山県   | 1    | 0  | 1  | 0  |